# Zdzisław Jaworski (dyplomata)
Zdzisław Jaworski (ur. 2 stycznia 1925 w Łodzi, zm. 10 sierpnia 2015) – funkcjonariusz służby bezpieczeństwa, urzędnik konsularny, dyplomata, pułkownik.

## Życiorys
Syn Stanisława i Zofii. Do organów bezpieczeństwa państwowego wstąpił w 1945, w których pełnił cały szereg funkcji m.in. słuchacza w Centrum Szkolenia MBP w Łodzi (1945), funkcjonariusza WUBP w Koszalinie (1945–1947), funkcjonariusza PUBP w Świnoujściu (1947–1948), słuchacza Rocznej Szkoły Oficerskiej Centrum Wyszkolenia MBP w Legionowie (1948–1949), funkcjonariusza/z-cy nacz. Wydziału I WUBP w Szczecinie (1949–1952), słuchacza kursu aktywu kierowniczego Ośrodka Szkolenia MBP w Warszawie (1952–1953), nacz. Wydz. I/II WUBP/WUdsBP/WUBP w Szczecinie (1953–1965), II z-cy/z-cy kmdta woj. MO ds SB w Szczecinie (1965–1971), funkcjonariusza Grupy Operacyjnej „Karpaty” MSW w Berlinie na etacie inspektora/z-cy dyr. Departamentu I MSW pod „przykryciem” pełnienia funkcji konsula w Konsulacie Generalnym PRL w Lipsku (1972–1977), z-cy dyr. Biura „B” MSW (1977–1984), funkcjonariusza Grupy Operacyjnej „Praga” MSW na etacie z-cy dyr. Departamentu I MSW pod „przykryciem” radcy ambasady PRL w Pradze (1984–1990), po czym przeszedł na emeryturę.
Został pochowany na Cmentarzu Bródnowskim.